# Caponata

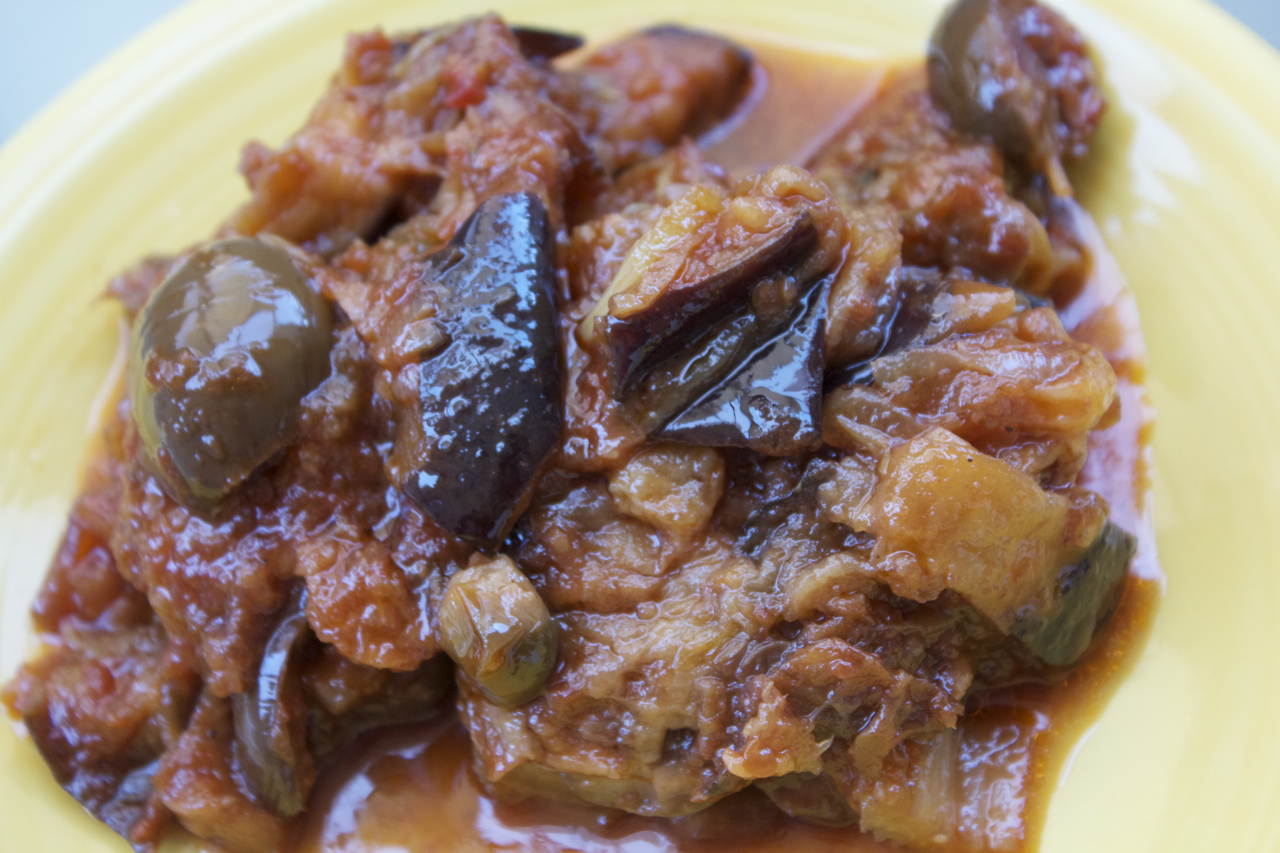
Caponata

Caponata är en siciliansk grönsaksröra baserad på aubergine men innehåller flera andra grönsaker till exempel stjälkselleri, tomater, vitlök, lök, kapris, pinjenötter och oliver. Maträtten äts som huvudrätt, som tillbehör till fisk- eller kötträtter eller som sås till pasta.